# Glossario della simbologia matematica
Questo è un glossario  della simbologia matematica costituito da tabelle dedicate ai simboli utilizzati in matematica.

## Simboli matematici propri
Questa tabella contiene i simboli matematici veri e propri, compresi quelli costituiti da una lettera greca rovesciata (come  {\displaystyle \nabla }). Non potendo seguire un ordinamento alfabetico, i simboli sono ordinati per "affinità" (con tutta la soggettività che la parola implica).
| Simbolo | Come si legge                                                        | Branca matematica                                           | Funzionalità/Note | Esempi |
| --- | -------------------------------------------------------------------- | ----------------------------------------------------------- | --- | --- |
| {\displaystyle +} | Più                                                                  | Matematica                                                  | Addizione non solo fra numeri reali e complessi, ma, in generale, fra elementi di un gruppo | {\displaystyle 5+36=41;\quad a+b+(a+2b)=2a+3b} |
| {\displaystyle +} | Più                                                                  | Algebra                                                     | Operatore unario utilizzato per indicare i numeri positivi. | {\displaystyle +a} |
| {\displaystyle +} | Da destra                                                            | Analisi                                                     | Limite destro di una funzione. Il simbolo è posto a destra del limite della variabile | {\displaystyle \lim _{x\to 0^{+}}\|x\|=0} |
| {\displaystyle +} | Or                                                                   | Logica, algebra                                             | Operatore OR. Operatore logico dell'algebra di Boole | {\displaystyle A+B=0\Leftrightarrow \,A=B=0} |
| {\displaystyle -} | Meno                                                                 | Algebra                                                     | Operatore unario che indica i numeri negativi. Più in generale indica l'opposto additivo di un elemento di un gruppo. | {\displaystyle -a+(-b)+(-2a)=-3a+(-b)}; Sia {\displaystyle G} un gruppo {\displaystyle \Rightarrow \,\forall x\in G\quad \exists (-x)\in G:\;x+(-x)=0} |
| {\displaystyle -} | Meno                                                                 | Aritmetica                                                  | Sottrazione in aritmetica elementare | {\displaystyle 36-5=31;\quad 5a-(b+3a)=2a-b} |
| {\displaystyle -} | Meno                                                                 | Teoria degli insiemi                                        | Differenza complementare | {\displaystyle \mathbb {Z} -\mathbb {Q^{+}} =\mathbb {Z^{-}} \cup {\{0\}}} {\displaystyle \lbrace 1,2,3,4,5\rbrace -\lbrace 1,3\rbrace =\lbrace 2,4,5\rbrace } |
| {\displaystyle -} | Da sinistra                                                          | Analisi                                                     | Limite sinistro di una funzione. Il simbolo è posto a destra del limite della variabile | {\displaystyle \lim _{x\to 0^{-}}\|x\|=0} |
| {\displaystyle \pm } | Più o meno                                                           | Algebra, statistica, teoria degli errori e della misura     | Più o meno. Indica un valore positivo o negativo con lo stesso valore assoluto. Usato nelle misure per indicare l'approssimazione | {\displaystyle 3\pm \,2\,} significa {\displaystyle 3+2} e {\displaystyle 3-2} ; Se {\displaystyle a=100\pm 1} mm, significa che la misura di {\displaystyle a} è compresa fra {\displaystyle 99} e {\displaystyle 101} mm |
| {\displaystyle \mp } | Meno o più                                                           | Algebra, statistica, teoria degli errori e della misura     | Meno o più. Si usa in coppia con {\displaystyle \pm } per stabilire le concordanze dei risultati | {\displaystyle 6\pm \,(3\mp \,5)} significa {\displaystyle 6+(3-5)} e {\displaystyle 6-(3+5)}; {\displaystyle \cos(x\pm y)=\cos x\cos y\mp \sin x\sin y} |
| {\displaystyle \cdot } | Per                                                                  | Matematica                                                  | Moltiplicazione fra numeri complessi o tra uno scalare e un vettore, usata in generale per il prodotto fra elementi di un anello. Spesso il simbolo viene omesso giustapponendo i singoli fattori se almeno uno dei due è non numerico | {\displaystyle 3\cdot 5=15;} {\displaystyle 3\cdot a\cdot b=3ab;} {\displaystyle 3\cdot {\vec {v}}=3{\vec {v}}} |
| {\displaystyle \cdot } | Per                                                                  | Algebra lineare                                             | Prodotto scalare tra vettori | {\displaystyle {\vec {a}}\cdot {\vec {b}}} |
| {\displaystyle \times } | Per                                                                  | Algebra lineare                                             | Prodotto vettoriale | {\displaystyle {\vec {a}}\times {\vec {b}}} |
| {\displaystyle \times } | Per                                                                  | Teoria degli insiemi                                        | Prodotto cartesiano di insiemi | {\displaystyle \mathbb {R} \times \mathbb {R} =\mathbb {R} ^{2}} |
| {\displaystyle \times } | Per                                                                  | Aritmetica                                                  | Moltiplicazione in aritmetica elementare | {\displaystyle 3\times 5\times 2=30} |
| {\displaystyle \times } | And                                                                  | Logica, algebra                                             | Operatore AND. Operatore logico dell'algebra di Boole (poco usato) | {\displaystyle A\times B=1\Leftrightarrow A=B=1} |
| {\displaystyle *} | Complesso coniugato                                                  | Algebra, algebra lineare                                    | Numero complesso coniugato di un numero complesso dato. Oppure: matrice complessa coniugata di una matrice data | {\displaystyle (3+2i)^{*}=(3-2i)} {\displaystyle A^{*}+B^{*}=(A+B)^{*}} |
| {\displaystyle *} | Per                                                                  | Aritmetica                                                  | Moltiplicazione in aritmetica elementare | {\displaystyle 3*5=15} |
| {\displaystyle *} | Convoluzione                                                         | Analisi                                                     | Convoluzione fra le funzioni indicate a sinistra e a destra del simbolo | {\displaystyle \left(f*g\right)(x):=\int _{-\infty }^{\infty }f(x-u)g(\tau )du} {\displaystyle f*(g*h)=(f*g)*h} |
| {\displaystyle {\frac {x}{y}}} | Fratto                                                               | Matematica                                                  | Linea di frazione | {\displaystyle {\frac {3}{4}};\quad {\frac {a+b}{2a-{\frac {1+b}{1-b}}}}} |
| {\displaystyle /} | Diviso                                                               | Aritmetica                                                  | Divisione aritmetica | {\displaystyle 10/5=2} |
| {\displaystyle \div } | Diviso                                                               | Aritmetica                                                  | Divisione aritmetica | {\displaystyle 10\div 5=2} |
| {\displaystyle \div } | Intervallo                                                           | Topologia, analisi                                          | Intervallo chiuso. Si indica anche con le parentesi quadre [….] | Compreso tra 9 e 11: {\displaystyle 9\div 11} |
| {\displaystyle :} | Diviso                                                               | Aritmetica                                                  | Divisione aritmetica | {\displaystyle 10:5=2} |
| {\displaystyle :} | Tale che                                                             | Logica, matematica                                          | Operatore logico "tale che" | Sia {\displaystyle x\in \mathbb {R} :x>0} allora {\displaystyle x\in \mathbb {R^{+}} } |
| {\displaystyle :} | Doppio prodotto scalare tra tensori                                  | Algebra lineare e multilineare                              | Doppio prodotto scalare tra tensori | {\displaystyle V_{(h,k)}\colon S_{(h,k)}=\operatorname {tr} \left(T_{(h,k)}\cdot S_{(h,k)}^{T}\right)} |
| {\displaystyle \|} | Tale che                                                             | Matematica, logica                                          | Tale che | {\displaystyle \exists \,x\!\in \!\mathbb {R} \,\|\,x={\sqrt {2}}} |
| {\displaystyle \|} | Divide                                                               | Aritmetica, algebra                                         | Il valore a sinistra del simbolo è un divisore dell'altro | {\displaystyle 7\|42,\quad 2\|128} |
| {\displaystyle !} | Fattoriale                                                           | Algebra, probabilità, statistica, combinatoria              | Fattoriale di un numero intero | {\displaystyle 5!=1\times 2\times 3\times 4\times 5=120} |
| {\displaystyle !} | Subfattoriale                                                        | Combinatoria                                                | Subfattoriale di un numero intero | {\displaystyle !5=44} |
| {\displaystyle !!} | Doppio fattoriale o Semifattoriale                                   | Algebra, probabilità, statistica, combinatoria              | Fattoriale di un numero intero con medesima parità | {\displaystyle 5!!=1\times 3\times 5=15} |
| {\displaystyle \#} | Cardinalità                                                          | Insiemistica                                                | Cardinalità di un insieme | {\displaystyle \#\{2,4,6,8\}=4} {\displaystyle \#\mathbb {N} =\aleph _{0}} |
| {\displaystyle \#} | Primoriale                                                           | Algebra                                                     | Primoriale di un numero primo | {\displaystyle 5\#=30} |
| {\displaystyle {\sqrt {\quad }}} | Radice quadrata                                                      | Aritmetica, algebra                                         | Radice quadrata | {\displaystyle {\sqrt {4a}}=2{\sqrt {a}}} |
| {\displaystyle {\sqrt[{n}]{\quad }}} | Radice ennesima                                                      | Aritmetica, algebra                                         | Radice ennesima. Se {\displaystyle n=3} si ha la radice cubica | {\displaystyle {\sqrt[{3}]{27}}=3;\quad {\sqrt[{8}]{256}}=2;\quad {\sqrt[{n}]{5^{2n}}}=5^{2}} |
| {\displaystyle \angle } | Fase o Argomento                                                     | Matematica                                                  | Fase o argomento di un numero complesso | Siano {\displaystyle z\in \mathbb {C} ,z=a+ib:\angle \,z\,=\arctan {\frac {b}{a}}} |
| {\displaystyle \%} | Percento                                                             | Aritmetica, probabilità, statistica, matematica finanziaria | Percentuale | {\displaystyle 15\%} di {\displaystyle 1000} vale {\displaystyle 150} |
| {\displaystyle ^{0}/_{00}} | Per mille                                                            | Aritmetica, probabilità, statistica, matematica finanziaria | Decima parte della percentuale | {\displaystyle 15^{0}/_{00}} di {\displaystyle 1000} vale {\displaystyle 15} |
| {\displaystyle {\vec {\quad }}} (sopralineatura) | Vettore                                                              | Algebra lineare                                             | Vettore | {\displaystyle {\vec {a}}\times {\vec {b}}} |
| {\displaystyle {\overline {\quad }}} (sopralineatura) | Coniugato di                                                         | Matematica                                                  | Complesso coniugato di un numero complesso | {\displaystyle {\overline {3+2i}}=3-2i} |
| {\displaystyle {\overline {\quad }}} (sopralineatura) | Chiusura (algebrica) di                                              | Algebra                                                     | Chiusura algebrica di un insieme | Se {\displaystyle A} è l'insieme dei numeri algebrici, allora {\displaystyle A={\overline {\mathbb {Q} }}} |
| {\displaystyle {\overline {\quad }}} (sopralineatura) | Chiusura (topologica) di                                             | Topologia                                                   | Chiusura topologica di un insieme | Se {\displaystyle A=(0,1)\,\|{\overline {A}}=[0,1]} |
| {\displaystyle {\overline {\quad }}} (sopralineatura) | Media                                                                | Probabilità e statistica                                    | Media aritmetica di un set di dati | Sia {\displaystyle a=\{2,4,6,8,10\}:{\overline {a}}=6} |
| {\displaystyle {\overline {\quad }}} (sopralineatura) | Segmento                                                             | Geometria                                                   | Segmento di retta | Siano {\displaystyle A} e {\displaystyle B} due punti distinti, allora {\displaystyle {\overline {AB}}} ha lunghezza > 0 |
| {\displaystyle {\overline {\quad }}} (sopralineatura) | Not, Non                                                             | Logica, algebra                                             | Negazione logica. Operatore logico dell'algebra di Boole | Se {\displaystyle A} è vera, allora {\displaystyle {\overline {A}}} è falsa; {\displaystyle {\overline {A\lor B}}:=\lnot (A\lor B)} |
| {\displaystyle {\overline {\quad }}} (sopralineatura) | Vettore                                                              | Algebra lineare                                             | Vettore | {\displaystyle {\bar {a}}={\begin{pmatrix}a_{1}\\\vdots \\a_{i}\end{pmatrix}}} |
| {\displaystyle {\overline {\quad }}} (sottolineatura) | Vettore                                                              | Algebra lineare                                             | Vettore | {\displaystyle {\underline {a}}={\begin{pmatrix}a_{1}\\\vdots \\a_{i}\end{pmatrix}}} |
| {\displaystyle ^{^{\!\!\!^{0}}}}{\displaystyle {\displaystyle \circ }} (sovrapposto)                                                                                  | Interno                                                              | Topologia, analisi                                          | Interno di un insieme | {\displaystyle A=[0,1]\Rightarrow A^{^{\!\!^{\circ }}}=(0,1)} |
| {\displaystyle =} | Uguale                                                               | Matematica, logica                                          | Relazione di uguaglianza fra due quantità (come operatore di confronto), o assegnazione logica di un valore ad una variabile (come operatore di assegnamento). | {\displaystyle 2+2=4} (relazione di uguaglianza) |
| {\displaystyle \equiv } | Congruo modulo                                                       | Aritmetica modulare                                         | Congruità nell'aritmetica modulare. Il simbolo può avere come pedice la dicitura “mod m" che indica il modulo di riferimento | {\displaystyle 3{\underset {\pmod {12}}{\equiv }}15;\qquad 125\,400\equiv 25\,400{\pmod {100\,000}}} |
| {\displaystyle \equiv } | Identico                                                             | Matematica                                                  | Relazione di identità, cioè di un'uguaglianza che è vera qualunque siano i valori attribuiti alle variabili che compaiono in essa | {\displaystyle f(x)\equiv 3} |
| {\displaystyle \cong } | Congruente                                                           | Geometria                                                   | Congruenza geometrica | Se {\displaystyle \exists } un movimento che trasforma {\displaystyle F} in {\displaystyle G}, allora {\displaystyle F\cong G} |
| {\displaystyle \sim } | Approssimato                                                         | Matematica                                                  | Misura approssimativa conoscendo il risultato preciso | {\displaystyle 3,6+0,51=4,11\sim 4} |
| {\displaystyle \approx } | Circa                                                                | Matematica                                                  | Misura approssimativa non conoscendo il risultato preciso | {\displaystyle \pi \approx 3{,}14} |
| {\displaystyle \neq } | Diverso                                                              | Matematica                                                  | Disuguaglianza. Relazione di confronto fra due quantità che non rappresentano la stessa cosa | {\displaystyle 2+2\neq 5} |
| {\displaystyle <} | Minore di                                                            | Matematica                                                  | Relazione d'ordine. Indica che la quantità a sinistra del simbolo è minore dell'altra | {\displaystyle 3<4} |
| {\displaystyle <} | Sottogruppo proprio                                                  | Algebra                                                     | Nella teoria dei gruppi indica che il gruppo a sinistra del simbolo è un sottogruppo proprio dell'altro | {\displaystyle H<G}: {\displaystyle H} è sottogruppo proprio di {\displaystyle G}. |
| {\displaystyle >} | Maggiore di                                                          | Matematica                                                  | Relazione d'ordine. Indica che la quantità a sinistra del simbolo è maggiore dell'altra | {\displaystyle 5>4} |
| {\displaystyle >} | Supergruppo proprio                                                  | Algebra                                                     | Nella teoria dei gruppi indica che il gruppo a destra del simbolo è un sottogruppo proprio dell'altro | {\displaystyle G>H}: {\displaystyle H} è sottogruppo proprio di {\displaystyle G} |
| {\displaystyle \leq } | Minore o uguale a                                                    | Matematica                                                  | Relazione d'ordine. Indica che la quantità a sinistra del simbolo è minore o uguale all'altra | {\displaystyle 3\leq 4}; {\displaystyle 5\leq 5}; |
| {\displaystyle \leq } | Sottogruppo                                                          | Algebra                                                     | Nella teoria dei gruppi indica che il gruppo a sinistra del simbolo è un sottogruppo dell'altro | {\displaystyle H\leq G} significa che {\displaystyle H} è un sottogruppo di {\displaystyle G}, ma {\displaystyle H} può coincidere con {\displaystyle G}. |
| {\displaystyle \geq } | Maggiore o uguale a                                                  | Matematica                                                  | Relazione d'ordine. Indica che la quantità a sinistra del simbolo è maggiore o uguale all'altra | {\displaystyle 5\geq 4}; {\displaystyle 5\geq 5} |
| {\displaystyle \geq } | Supergruppo                                                          | Algebra                                                     | Nella teoria dei gruppi indica che il gruppo a destra del simbolo è un sottogruppo dell'altro | {\displaystyle G\geq H} significa che {\displaystyle H} è un sottogruppo di {\displaystyle G} ma {\displaystyle H} può coincidere con {\displaystyle G} |
| {\displaystyle \ll } | Molto minore di                                                      | Algebra, analisi                                            | Relazione d'ordine. Indica che la quantità a sinistra del simbolo è molto minore dell'altra | {\displaystyle 3\ll 10^{100}} |
| {\displaystyle \gg } | Molto maggiore di                                                    | Algebra, analisi                                            | Relazione d'ordine. Indica che la quantità a sinistra del simbolo è molto maggiore dell'altra | {\displaystyle 999999999\gg 0{,}002} |
| {\displaystyle \propto } | Proporzionale a                                                      | Matematica                                                  | Relazione di proporzionalità | Se {\displaystyle y=2x}, allora {\displaystyle y\propto x} |
| {\displaystyle (\,\,)} | Aperta parentesi tonda, chiusa parentesi tonda                       | Matematica                                                  | Parentesi tonde (aperta e chiusa). Stabiliscono priorità nell'esecuzione di operazioni algebriche | {\displaystyle 3\cdot (5+4)=3\cdot 9=27} {\displaystyle (36-5-5)\div 2=26\div 2=13} |
| {\displaystyle (\,\,)} | Intervallo aperto                                                    | Topologia, analisi                                          | Intervallo aperto. Si indica anche con la sequenza parentesi quadra chiusa, parentesi quadra aperta ]….[ | {\displaystyle (-1,+1),\qquad (0,+\infty )} |
| {\displaystyle (\,\,)} | Di                                                                   | Analisi                                                     | Argomento di una funzione in una o più variabili | {\displaystyle f(x)=x^{2}+2x-1} {\displaystyle f(x,y,z)=x^{2}+y^{2}+z^{2}} |
| {\displaystyle (\,\,)} | Su                                                                   | Combinatoria, statistica, probabilità, algebra              | Coefficiente binomiale | {\displaystyle {n \choose k}={\frac {n!}{k!\cdot \left(n-k\right)!}}} |
| {\displaystyle (\,\,)} | Tupla                                                                | Matematica                                                  | Rappresenta un insieme ordinato di valori che costituiscono una {\displaystyle n}-tupla. A seconda del numero di valori racchiusi fra le parentesi, si legge “coppia”, “tripla” ecc. | {\displaystyle (a,b,c)} è una tripla ordinata o un vettore riga di 3 elementi |
| {\displaystyle (\,\,)} | Tensore                                                              | Algebra lineare e multilineare                              | Tensore di dimensioni qualunque. Casi particolari sono le matrici, i vettori riga e i vettori colonna | {\displaystyle {\vec {a}}={\begin{pmatrix}a_{1}\\\vdots \\a_{i}\end{pmatrix}};\quad A_{ij}={\begin{pmatrix}a_{11}&\cdots &a_{1i}\\\vdots &\ddots &\vdots \\a_{j1}&\cdots &a_{ij}\end{pmatrix}};\quad A_{ijk}={\begin{pmatrix}{\vec {a}}_{11}&\cdots &{\vec {a}}_{1i}\\\vdots &\ddots &\vdots \\{\vec {a}}_{j1}&\cdots &{\vec {a}}_{ij}\end{pmatrix}}} |
| {\displaystyle (\,\,)} | Successione                                                          | Analisi                                                     | Successione numerica, funzionale, ecc. | Sia {\displaystyle a_{n}=2n\ \forall n\in \mathbb {N} ,} allora {\displaystyle (a_{n})=(2n),n\in \mathbb {N} } è la successione dei numeri pari |
| {\displaystyle \left[\,\,\right]} | Aperta quadra, chiusa quadra                                         | Matematica                                                  | Parentesi quadre (aperta e chiusa). Usate nelle espressioni matematiche per stabilire le priorità di calcolo. Generalmente sono poste all'esterno delle parentesi tonde, e sono meno prioritarie di queste ultime | {\displaystyle 3\cdot \left[1+2(1+3)\right]=3\cdot \left[1+8\right]=27} |
| {\displaystyle \left[\,\,\right]} | Intervallo chiuso                                                    | Topologia, analisi                                          | Intervallo chiuso. Si indica anche con il simbolo ÷ | {\displaystyle \left[-1,+1\right]} |
| {\displaystyle \left[\,\,\right]} | Tensore                                                              | Algebra lineare e multilineare                              | Tensore di dimensioni qualunque. Casi particolari sono le matrici, i vettori riga e i vettori colonna | {\displaystyle {\vec {a}}={\begin{bmatrix}a_{1}\\\vdots \\a_{i}\end{bmatrix}};\quad A_{ij}={\begin{bmatrix}a_{11}&\cdots &a_{1i}\\\vdots &\ddots &\vdots \\a_{j1}&\cdots &a_{ij}\end{bmatrix}};\quad A_{ijk}={\begin{bmatrix}{\vec {a}}_{11}&\cdots &{\vec {a}}_{1i}\\\vdots &\ddots &\vdots \\{\vec {a}}_{j1}&\cdots &{\vec {a}}_{ij}\end{bmatrix}}} |
| {\displaystyle {\{\ \}}} | Aperta graffa, chiusa graffa                                         | Matematica                                                  | Parentesi graffe (aperta e chiusa). Usate nelle espressioni matematiche per stabilire le priorità di calcolo. Generalmente sono poste all'esterno delle parentesi quadre e sono meno prioritarie di queste ultime | {\displaystyle 1+{\{}3\cdot \left[1+2(1+3)\right]{\}}=} {\displaystyle 1+{\{}3\cdot \left[1+8\right]{\}}=28} {\displaystyle 36-5\times \{31+5-[(5+36)-(36-5)]\div 2\}\div (36-5)} {\displaystyle =36-5\times \{36-[41-31]\div 2\}\div (36-5)=36-5\times \{36-5\}\div (36-5)} {\displaystyle =36-5\times 31\div 31=36-5=31}                            |
| {\displaystyle {\{\ \}}} | Insieme                                                              | Teoria degli insiemi                                        | Enumerano il contenuto di un insieme. | {\displaystyle {\{}1,2,3,4,5,6{\}}} |
| {\displaystyle {\{\ \}}} | Successione                                                          | Analisi                                                     | Successione numerica, funzionale, ecc. | Sia {\displaystyle a_{n}=2n\ \forall n\in \mathbb {N} ,} allora {\displaystyle \{a_{n}\}=\{2n\},\ n\in \mathbb {N} } è la successione dei numeri pari |
| {\displaystyle \|\quad \|} | Modulo, Valore assoluto                                              | Algebra, analisi                                            | Valore assoluto del numero scritto all'interno della coppia di barre | {\displaystyle \|3\|=\|-3\|=3} |
| {\displaystyle \|\quad \|} | Determinante                                                         | Algebra lineare                                             | Determinante di una matrice quadrata | {\displaystyle {\begin{vmatrix}3&2\\5&4\end{vmatrix}}=2} |
| {\displaystyle \|\quad \|} | Cardinalità                                                          | Insiemistica                                                | Cardinalità di un insieme | {\displaystyle \|\{2,4,6,8,10\}\|=5} {\displaystyle \|\mathbb {N} \|=\aleph _{0}} |
| {\displaystyle {\begin{Vmatrix}\quad \end{Vmatrix}}} | Norma                                                                | Analisi, algebra lineare                                    | Norma in uno spazio vettoriale normato. Con il simbolo a pedice, si indica la tipologia di norma. | {\displaystyle (\left\\|(x,y,z)\right\\|_{2})^{2}:=x^{2}+y^{2}+z^{2}} {\displaystyle \left\\|f\right\\|_{\infty }=\sup _{x\in D}{\|f(x)\|}} |
| {\displaystyle \lfloor \quad \rfloor } | Approssimato per difetto                                             | Algebra, teoria dei numeri                                  | Approssimazione per difetto (troncamento, nei positivi) all'intero più vicino non superiore | {\displaystyle \lfloor 4,8\rfloor =4;\quad \lfloor 6,1\rfloor =6;\quad \lfloor 5\rfloor =5;\quad \lfloor -4,8\rfloor =-5;\quad \lfloor -6,1\rfloor =-7} |
| {\displaystyle \lfloor \quad \rfloor } | Parte intera di                                                      | Analisi                                                     | Funzione parte intera (in inglese “floor”) | {\displaystyle \forall x\in \mathbb {R} \quad \exists \,n\in \mathbb {N} \,\|\,n\leq x<n+1\implies n:=\lfloor x\rfloor } |
| {\displaystyle \lceil \quad \rceil } | Approssimato per eccesso                                             | Algebra, teoria dei numeri                                  | Approssimazione per eccesso (troncamento, nei negativi) all'intero più vicino non inferiore | {\displaystyle \lceil 4,8\rceil =5;\quad \lceil 6,1\rceil =7;\quad \lceil 5\rceil =5;\quad \lceil -4,8\rceil =-4;\quad \lceil -6,1\rceil =-6} |
| {\displaystyle \lceil \quad \rceil } | Parte intera superiore di                                            | Analisi                                                     | Funzione parte intera superiore (in inglese “ceiling”) | {\displaystyle \forall x\in \mathbb {R} \quad \exists \,n\in \mathbb {N} \,\|\,x\leq n<x+1\implies n:=\lceil x\rceil } |
| {\displaystyle \lfloor \quad \rceil } | Approssimato a                                                       | Algebra, teoria dei numeri                                  | Approssimazione di un numero all'intero più vicino | {\displaystyle \lfloor 4,8\rceil =5;\quad \lfloor 6,1\rceil =6;\quad \lfloor 5\rceil =5;\quad \lfloor -4,8\rceil =-5;\quad \lfloor -6,1\rceil =-6} |
| {\displaystyle ]\qquad [} | Intervallo aperto                                                    | Topologia, analisi                                          | Intervallo aperto. Si indica anche con le parentesi tonde (….) | {\displaystyle ]-1,+1[\,,\quad ]0,+\infty [} |
| {\displaystyle (\quad ]} {\displaystyle ]\quad ]} | Intervallo aperto a sinistra e chiuso a destra                       | Topologia, analisi                                          | Intervallo aperto a sinistra e chiuso a destra. | {\displaystyle (-\infty ,0]\,,\quad ]-1,+1]} |
| {\displaystyle [\quad )} {\displaystyle [\qquad [} | Intervallo chiuso a sinistra e aperto a destra                       | Topologia, analisi                                          | Intervallo chiuso a sinistra e aperto a destra. | {\displaystyle [0,+\infty ),\quad [1,3[} |
| {\displaystyle \langle \ \quad \rangle } | Prodotto interno, Prodotto scalare                                   | Algebra lineare                                             | Prodotto interno o prodotto scalare fra due vettori | {\displaystyle \langle u,v\rangle =\langle (2,3),(-1,5)\rangle =-2+15=13,} |
| {\displaystyle \langle \ \quad \rangle } | Base                                                                 | Algebra lineare                                             | Base di uno spazio vettoriale | {\displaystyle {\mathcal {B}}=\langle u,v,w\rangle ,\,{\mathcal {B}}\in V\Rightarrow {\mathcal {B}}} è base di {\displaystyle V} |
| {\displaystyle \in } | Appartiene                                                           | Teoria degli insiemi                                        | Appartenenza di un elemento ad un insieme | {\displaystyle 3\in \mathbb {N} } |
| {\displaystyle \notin } | Non appartiene                                                       | Teoria degli insiemi                                        | Non appartenenza di un elemento ad un insieme | Se {\displaystyle m\in \mathbb {Q-Z} ,} allora {\displaystyle m\notin \mathbb {N} } |
| {\displaystyle \subset } | Sottoinsieme proprio di                                              | Teoria degli insiemi                                        | Inclusione propria. Sottoinsieme proprio di un insieme dato | {\displaystyle \mathbb {N} \subset \mathbb {Q} } |
| {\displaystyle \subseteq } | Sottoinsieme di                                                      | Teoria degli insiemi                                        | Inclusione. Sottoinsieme di un insieme dato (che può coincidere con l'insieme stesso) | {\displaystyle \mathbb {N} \subseteq \mathbb {Q} ;\quad \mathbb {Z} \subseteq \mathbb {Z} } |
| {\displaystyle \supset } | Soprainsieme proprio di                                              | Teoria degli insiemi                                        | Soprainsieme proprio di un insieme dato | {\displaystyle \mathbb {R} \supset \mathbb {Q} } |
| {\displaystyle \supseteq } | Soprainsieme di                                                      | Teoria degli insiemi                                        | Soprainsieme di un insieme dato (che può coincidere con l'insieme stesso) | {\displaystyle \mathbb {R} \supseteq \mathbb {Q} ;\quad \mathbb {Z} \supseteq \mathbb {Z} } |
| {\displaystyle \cap } | Intersecato                                                          | Teoria degli insiemi                                        | Intersezione insiemistica | {\displaystyle \mathbb {Q^{+}} \cap \mathbb {Z} =\mathbb {N} } |
| {\displaystyle \cup } | Unito                                                                | Teoria degli insiemi                                        | Unione insiemistica | {\displaystyle \mathbb {Q^{+}} \cup \mathbb {Q^{-}} \cup {\{0\}}=\mathbb {Q} } |
| {\displaystyle \triangleleft } | È un ideale di                                                       | Algebra                                                     | Indica che l'insieme a sinistra del simbolo è un ideale dell'anello a destra del simbolo | {\displaystyle A=\{2n,n\in \mathbb {Z} \}\Rightarrow A\triangleleft \mathbb {Z} } |
| {\displaystyle \varnothing } | Insieme vuoto                                                        | Teoria degli insiemi                                        | Insieme vuoto | {\displaystyle \mathbb {N} \cap \mathbb {Q^{-}} =\varnothing } |
| {\displaystyle \varnothing } | Evento Impossibile                                                   | Probabilità e statistica                                    | In statistica rappresenta un evento impossibile | {\displaystyle P(\varnothing )=0} |
| {\displaystyle \aleph _{0}} | Aleph zero                                                           | Teoria degli insiemi                                        | Cardinalità degli insiemi numerabili | {\displaystyle \aleph _{0}=card(\mathbb {N} )} |
| {\displaystyle \aleph _{n}} | Aleph enne                                                           | Teoria degli insiemi                                        | Cardinalità dell'{\displaystyle (n+1)}-esimo numero transfinito secondo l'ipotesi generalizzata del continuo | {\displaystyle \aleph _{1}=card(\mathbb {C} )} {\displaystyle 2^{\aleph _{2}}=\aleph _{3}} |
| {\displaystyle {\mathcal {n}}} | Meno                                                                 | Teoria degli insiemi                                        | Differenza insiemistica o insieme complemento | {\displaystyle \mathbb {Z} \,{\mathcal {n}}\,\mathbb {Q^{+}} =\mathbb {Z^{-}} \cup {\{0\}}} {\displaystyle \lbrace 1,2,3,4,5\rbrace {\mathcal {n}}\lbrace 1,3\rbrace =\lbrace 2,4,5\rbrace } |
| {\displaystyle \\|} | Parallelo                                                            | Geometria                                                   | Parallelismo fra curve | Sia r una retta e P un punto esterno ad essa, allora {\displaystyle \exists !} retta s per P tale che {\displaystyle r\\|s} |
| {\displaystyle \perp } | Perpendicolare                                                       | Geometria                                                   | Perpendicolarità fra curve | Siano {\displaystyle a,b} due lati adiacenti di un rettangolo, allora {\displaystyle a\perp b} |
| {\displaystyle {\hat {\quad }}} | Angolo                                                               | Geometria                                                   | Angolo convesso | Siano {\displaystyle A,B,C} i vertici di un triangolo, allora {\displaystyle {\hat {B}}:={\hat {ABC}}} e {\displaystyle {\hat {A}}+{\hat {B}}+{\hat {C}}=\pi } |
| {\displaystyle ^{\circ }} | Gradi                                                                | Geometria, trigonometria                                    | Misura degli angoli sessagesimali | {\displaystyle 90^{\circ }={\frac {\pi }{2}}} |
| {\displaystyle \infty } | Infinito                                                             | Matematica                                                  | Infinito. Può essere preceduto dal segno meno per indicare l'infinito negativo | {\displaystyle \mathbb {R} =]-\infty ,+\infty [} |
| {\displaystyle \forall } | Per ogni                                                             | Matematica, logica                                          | Quantificatore universale usato soprattutto in matematica e in logica | {\displaystyle \forall x\in \mathbb {R} \quad \Rightarrow \quad x^{2}\in \mathbb {R^{+}} } |
| {\displaystyle \exists } | Esiste                                                               | Matematica, logica                                          | Quantificatore esistenziale. Indica l'esistenza di almeno una istanza del concetto/oggetto indicato | {\displaystyle \forall \,n\in \mathbb {Z} ,\quad \exists \,m\in \mathbb {Z} :\quad n+m>0} |
| {\displaystyle \exists !} | Esiste ed è unico                                                    | Matematica, logica                                          | Quantificatore esistenziale di unicità. Indica l'esistenza di esattamente una istanza del concetto/oggetto indicato | {\displaystyle \forall \,n\in \mathbb {Z} ,\quad \exists !\,m\in \mathbb {Z} :\quad n+m=0} |
| {\displaystyle \not \exists } | Non esiste                                                           | Matematica, logica                                          | Quantificatore esistenziale. Nega l'esistenza | {\displaystyle \forall x\in \mathbb {R^{-}} ,\quad \not \exists y\in \mathbb {R} :\quad y^{2}=x} |
| {\displaystyle :=} {\displaystyle :\Leftrightarrow } {\displaystyle \triangleq } {\displaystyle {\overset {\underset {\mathrm {def} }{}}{=}}} {\displaystyle \doteq } | Uguale per definizione                                               | Matematica, logica                                          | Tutti simboli utilizzati per la definizione di un concetto per uguaglianza con altri concetti noti | {\displaystyle \tan x:={\frac {\sin x}{\cos x}}} {\displaystyle x^{3}\triangleq \!\ x\cdot x\cdot x} |
| {\displaystyle \Rightarrow } | Implica; Se …. allora                                                | Matematica, logica                                          | Implicazione logica. L'affermazione a sinistra del simbolo è condizione sufficiente per quella a destra | {\displaystyle x=2\quad \Rightarrow \quad x^{2}=4} |
| {\displaystyle \Leftarrow } | Solo se                                                              | Matematica, logica                                          | L'affermazione a sinistra del simbolo è condizione necessaria per quella a destra | {\displaystyle x^{2}=4\quad \Leftarrow \quad x=\pm 2} |
| {\displaystyle \Leftrightarrow } | Se e solo se                                                         | Matematica, logica                                          | Equivalenza matematica, condizione necessaria e sufficiente, corrispondenza biunivoca | {\displaystyle x=2\quad \Leftrightarrow \quad x+1=3} |
| {\displaystyle \lnot } | not, non                                                             | Logica, algebra                                             | Negazione logica. Operatore logico dell'algebra di Boole | Se {\displaystyle A} è vera, allora {\displaystyle \lnot A} è falsa; {\displaystyle \lnot (A\lor B):={\overline {A\lor B}}} |
| {\displaystyle \lor } | vel, or                                                              | Logica, algebra                                             | Operatore OR. Operatore logico dell'algebra di Boole. | {\displaystyle A\lor \,B=0\Leftrightarrow \,A*B=0} |
| {\displaystyle \lor } | Massimo                                                              | Matematica, teoria degli insiemi                            | Elemento massimo fra due elementi confrontabili | {\textstyle 3\lor 5=\max\{3,5\}=5} |
| {\displaystyle \curlyvee } | vel, or                                                              | Logica, algebra                                             | Operatore OR. Operatore logico dell'algebra di Boole. | {\displaystyle a\curlyvee b=0\iff a\cdot b=0} |
| {\displaystyle \land } | e, and                                                               | Logica, algebra                                             | Operatore AND. Operatore logico dell'algebra di Boole | {\displaystyle A\land \,B=1\Leftrightarrow \,A=B=1} |
| {\displaystyle \land } | Per                                                                  | Algebra lineare                                             | Prodotto esterno tra vettori | {\displaystyle {\vec {a}}\wedge {\vec {b}}} |
| {\displaystyle \land } | Minimo                                                               | Matematica, teoria degli insiemi                            | Elemento minimo fra due elementi confrontabili | {\displaystyle 3\wedge 5=\min\{3,5\}=3} |
| {\displaystyle \curlywedge } | e, and                                                               | Logica, algebra                                             | Operatore AND. Operatore logico dell'algebra di Boole | {\displaystyle a\curlywedge b=1\iff a=b=1} |
| {\displaystyle {\dot {\lor }}} {\displaystyle \veebar }{\displaystyle {\dot {\curlyvee }}} {\displaystyle {\underline {\curlyvee }}}                                  | aut, xor                                                             | Logica, algebra                                             | Operatore OR esclusivo. Operatore logico dell'algebra di Boole | {\displaystyle A\,{\dot {\lor }}\,B=A\veebar B=A\,{\dot {\curlyvee }}\,B=A\,{\underline {\curlyvee }}\,B=0\iff A=B} |
| {\displaystyle \sum } | Sommatoria, Somma                                                    | Matematica                                                  | Sommatoria. I limiti della somma possono essere posti sopra e sotto il simbolo | {\displaystyle \sum _{k=1}^{5}k^{2}=1^{2}+2^{2}+3^{2}+4^{2}+5^{2}} {\displaystyle \sum _{n=0}^{\infty }{1 \over n!}=e} |
| {\displaystyle \prod } | Prodotto, Produttoria                                                | Matematica                                                  | Produttoria. I limiti del prodotto possono essere posti sopra e sotto il simbolo | {\displaystyle k!=\prod _{i=1}^{k}i=1\cdot 2\cdot 3\cdot \ldots \cdot (k-1)\cdot k} {\displaystyle \pi =2\prod _{n=1}^{\infty }\left[{\frac {(2n)}{(2n-1)}}\cdot {\frac {(2n)}{(2n+1)}}\right]} |
| {\displaystyle \to } | Tende a                                                              | Analisi                                                     | Limite di una successione o di una funzione e/o valore a cui tende il suo argomento. Usato a destra della successione/funzione, oppure sotto al simbolo di “limite” | {\displaystyle {\frac {1}{n}}\to 0} per {\displaystyle n\to \infty } {\displaystyle \lim _{n\to \infty }{\frac {1}{n}}=0} |
| {\displaystyle \to } | Da … a                                                               | Analisi                                                     | Funzione (matematica)/applicazione dall'insieme specificato a sinistra del simbolo a quello specificato a destra | {\displaystyle f\colon \mathbb {R^{+}} \longrightarrow \mathbb {R} } |
| {\displaystyle \circ } | Composta con, di                                                     | Analisi, teoria delle funzioni                              | Composizione di funzioni, ovvero funzione di funzione | {\displaystyle (f\circ g)(x)=f(g(x))} |
| {\displaystyle o} | O-piccolo                                                            | Analisi                                                     | La funzione scritta a sinistra è “infinitamente piccola ” rispetto a quella scritta a destra | Se {\displaystyle \lim _{n\to \infty }{\frac {f(n)}{g(n)}}=0:\Rightarrow f(n)=o(g(n))} |
| {\displaystyle O} | O-grande; Dell'ordine di…                                            | Analisi                                                     | Simbolo di Landau. La funzione scritta a destra del simbolo domina localmente quella scritta a sinistra | {\displaystyle F(n)\in O(n^{2})} qualunque sia la funzione {\displaystyle F} |
| {\displaystyle \partial } | Frontiera                                                            | Topologia, analisi                                          | Frontiera dell'insieme specificato a destra del simbolo | Se {\displaystyle A=[0,5[:\ \partial A=\{0,5\}.} |
| {\displaystyle {\frac {\partial }{\partial {x}}}} | Derivata parziale rispetto a {\displaystyle x}                       | Analisi                                                     | Derivata parziale di una funzione in più variabili, rispetto alla variabile {\displaystyle x} | {\displaystyle {\frac {\partial }{\partial {x}}}x^{2}y^{2}={\frac {\partial (x^{2}y^{2})}{\partial {x}}}=2xy^{2}} |
| {\displaystyle {\frac {\partial ^{n}}{\partial {x_{1}^{n_{1}}}\partial {x_{2}^{n_{2}}}\cdots }}}                                                                      | Derivata parziale {\displaystyle n}-esima rispetto alle variabili... | Analisi                                                     | Derivata parziale di ordine superiore di una funzione in più variabili, rispetto alle variabili indicate al denominatore. L'ordine di derivazione rispetto ad ogni variabile è indicato come esponente della variabile stessa | {\displaystyle {\frac {\partial ^{4}}{\partial {x}\partial {y}\partial {z^{2}}}}x^{2}y^{2}z^{3}=3{\frac {\partial (x^{2}y^{2}z^{2})}{\partial {x}\partial {y}\partial {z}}}=24xyz} |
| {\displaystyle {\frac {\partial (f_{1},\ldots ,f_{m})}{\partial (x_{1},\ldots ,x_{n})}}}                                                                              | Jacobiana                                                            | Analisi, algebra lineare                                    | Matrice Jacobiana della funzione {\displaystyle F=(f_{1},f_{2},\ldots ,f_{m})} | Se {\displaystyle F\colon \mathbb {R} ^{n}\to \mathbb {R} ^{m},\ F=(f_{1},\cdots f_{m}),\quad } allora {\displaystyle {\frac {\partial (f_{1},\ldots ,f_{m})}{\partial (x_{1},\ldots ,x_{n})}}=J_{F}(x_{1},\ldots ,x_{n})} |
| {\displaystyle \nabla } | Nabla                                                                | Analisi, calcolo vettoriale                                 | Gradiente della funzione specificata a destra | {\displaystyle \nabla {f(x,y)}=\left({\frac {\partial f(x,y)}{\partial x}},{\frac {\partial f(x,y)}{\partial y}}\right)} |
| {\displaystyle \nabla ^{2}} | Laplaciano, Nabla quadro                                             | Analisi, calcolo vettoriale                                 | Operatore di Laplace | {\displaystyle \nabla ^{2}f(\mathbf {x} )=\sum _{i=1}^{n}{\frac {\partial ^{2}}{\partial x_{i}^{2}}}f(\mathbf {x} )} |
| {\displaystyle \nabla ^{2}} | Laplaciano vettore                                                   | Analisi, calcolo vettoriale                                 | Operatore di Laplace vettoriale | {\displaystyle \nabla ^{2}=\sum _{i=1}^{n}\Delta F_{x_{i}}(\mathbf {x} )} |
| {\displaystyle {\overline {\nabla }}^{2}} | Laplaciano vettore                                                   | Analisi, calcolo vettoriale                                 | Operatore di Laplace vettoriale | {\displaystyle {\overline {\nabla }}^{2}=\sum _{i=1}^{n}\nabla ^{2}F_{x_{i}}(\mathbf {x} )} |
| {\displaystyle \int } | Integrale                                                            | Analisi                                                     | Integrale della funzione secondo le variabili specificate a destra. I limiti dell'integrale possono essere specificati sopra e/o sotto il simbolo. Simbolo senza indicazione di limiti significa funzione integrale. Se la funzione ha più variabili, il simbolo può essere duplicato tante volte quante sono le variabili di integrazione ad indicare un "integrale multiplo" | {\displaystyle \int _{-1}^{+1}x^{2}\,dx={\frac {2}{3}}} {\displaystyle \int x^{2}\,dx={\frac {1}{3}}x^{3}+c} {\displaystyle \int _{0}^{2}\int _{0}^{3}(x^{2}+y)\,dxdy=\iint _{\left[0,2\right]\times \left[0,3\right]}(x^{2}+y)\,dxdy} {\displaystyle \iiint _{A}f(x,y,z)dx\,dy\,dz}                                                                  |
| {\displaystyle \oint } | Integrale curvilineo                                                 | Analisi                                                     | Integrale curvilineo calcolato sulla curva chiusa (es. cerchio) indicata come pedice del simbolo | {\displaystyle \oint _{\gamma }\left(x^{2}\,dx+3y^{3}\,dy\,\right)} |
| {\displaystyle \oplus } | Somma diretta tra spazi vettoriali                                   | Algebra lineare                                             | Somma di sottospazi vettoriali in somma diretta | |
| {\displaystyle \oplus } | aut, xor                                                             | Logica, algebra                                             | Operatore OR esclusivo. Operatore logico dell'algebra di Boole (poco usato) | {\displaystyle A\oplus B=0\iff A=B} |
| {\displaystyle \otimes } | Prodotto tensoriale                                                  | Algebra lineare e multilineare                              | Prodotto tensoriale | {\displaystyle V\otimes W} |
| {\displaystyle \otimes } | Prodotto di Kronecker                                                | Algebra lineare                                             | Prodotto di Kronecker fra matrici | {\displaystyle {\begin{bmatrix}1&2\\3&1\\\end{bmatrix}}\otimes {\begin{bmatrix}0&3\\2&1\\\end{bmatrix}}={\begin{bmatrix}0&3&0&6\\2&1&4&2\\0&9&0&3\\6&3&2&1\end{bmatrix}}} |
| {\displaystyle \otimes } | Prodotto diadico                                                     | Algebra lineare                                             | Prodotto diadico tra vettori | {\displaystyle {\vec {v}}\otimes {\vec {w}}={\begin{pmatrix}v_{1}w_{1}&\dots &v_{1}w_{n}\\\vdots &\ddots &\vdots \\v_{n}w_{1}&\dots &v_{n}w_{n}\end{pmatrix}}} |
| {\displaystyle \otimes } | Convoluzione                                                         | Analisi                                                     | Convoluzione fra le funzioni indicate a sinistra e a destra del simbolo | {\displaystyle \left(f\otimes g\right)(x)=\left(f*g\right)(x):=\int _{-\infty }^{\infty }f(x-u)g(\tau )du} |
| {\displaystyle \odot } | Doppio prodotto scalare tra tensori                                  | Algebra lineare e multilineare                              | Doppio prodotto scalare tra tensori | {\displaystyle V_{(h,k)}\odot S_{(h,k)}=\operatorname {tr} \left(T_{(h,k)}\cdot S_{(h,k)}^{T}\right)} |
| {\displaystyle \Delta } | Delta; Differenza                                                    | Analisi, algebra                                            | Differenza fra due valori della variabile scritta a destra del simbolo | {\displaystyle {\Delta y \over \Delta x}={y_{2}-y_{1} \over x_{2}-x_{1}}} |
| {\displaystyle \Delta } | Discriminante                                                        | Algebra                                                     | Discriminante nelle equazioni di 2º grado | {\displaystyle \Delta =b^{2}-4ac} |
| {\displaystyle \Delta } | Discriminante cubico                                                 | Algebra                                                     | Discriminante nelle equazioni di 3º grado | {\displaystyle \Delta _{\text{III}}={\frac {q^{2}}{4}}+\left({\frac {3ac-b^{2}}{9a^{2}}}\right)^{3}}, dove {\displaystyle q={\frac {9abc-27a^{2}d-2b^{3}}{27a^{3}}}} |
| {\displaystyle \Delta } | Differenza simmetrica                                                | Teoria degli insiemi                                        | Differenza simmetrica fra insiemi | {\displaystyle A\Delta B=(A-B)\cup (B-A)} |
| {\displaystyle \Delta } | Differenza finita                                                    | Analisi numerica                                            | Operatore delle differenze finite | {\displaystyle \Delta _{c,h}f(x)=f\left(x+c+{\frac {h}{2}}\right)-f\left(x+c-{\frac {h}{2}}\right)\quad \forall c,h\in \mathbb {R} } |
| {\displaystyle \Delta } | Laplaciano                                                           | Analisi, calcolo vettoriale                                 | Operatore di Laplace | {\displaystyle \Delta f(\mathbf {x} )=\nabla ^{2}f(\mathbf {x} )} |
| {\displaystyle \delta (\quad )} | Delta di Dirac                                                       | Analisi                                                     | Funzione delta di Dirac | {\displaystyle \delta (x)=0} per {\displaystyle x\not =0} |
| {\displaystyle \delta _{i,j}} | Delta di Kronecker                                                   | Combinatoria                                                | Funzione delta di Kronecker | {\displaystyle \delta _{i,j}:=\left\{{\begin{matrix}1&{\mbox{se }}i=j\\0&{\mbox{se }}i\neq j\end{matrix}}\right.} |
| {\displaystyle \Gamma (\quad )} | Gamma                                                                | Funzioni speciali                                           | Funzione Gamma di Eulero | {\displaystyle \Gamma (n+1)=n!} |
| {\displaystyle \pi } | Pi greco                                                             | Matematica                                                  | Rapporto fra la lunghezza di una circonferenza e il suo diametro | {\displaystyle \pi \approx 3,1416} |
| {\displaystyle \rho {(\quad )}} | Rango, caratteristica                                                | Algebra lineare                                             | Rango o caratteristica di una matrice | {\displaystyle \rho {(A)}=\operatorname {rank} {(A)}\leq \min(n,m)} |
| {\displaystyle \Omega } | Evento certo                                                         | Probabilità e statistica                                    | In statistica rappresenta l'evento certo | {\displaystyle P(\Omega )=1} |

## Simboli alfanumerici
Questa tabella contiene i simboli costruiti con caratteri (latini) alfanumerici. I simboli sono in ordine alfabetico,
| Simbolo                                          | Come si legge                                    | Branca matematica                     | Funzionalità/Note | Esempi |
| ------------------------------------------------ | ------------------------------------------------ | ------------------------------------- | --- | --- |
| {\displaystyle \mathbb {C} }                     | Complessi                                        | Matematica                            | Insieme dei numeri complessi. | {\displaystyle 3,2\in \mathbb {C} ;\quad -\pi +\pi i\in \mathbb {C} ;\quad i\in \mathbb {C} } |
| {\displaystyle \complement } (come apice)        | Complemento                                      | Teoria degli insiemi                  | Insieme complemento | {\displaystyle (\mathbb {R} ^{-})^{\complement }=\mathbb {R^{+}} \cup \{0\}} {\displaystyle A=\{1,\ 2,\ 3,\ 4,\ 5\},B=\{1,\ 3\}\implies B^{\complement }=\{2,\ 4,\ 5\}}                                                  |
| {\displaystyle C^{0}}                            | C zero                                           | Analisi                               | Insieme delle funzioni continue. Il dominio/codominio può essere indicato come pedice del simbolo | Sia {\displaystyle f(x)=\|x\|\Rightarrow f(x)\in C_{{\mathbb {R} },{\mathbb {R} }}^{0}} |
| {\displaystyle C^{n}}                            | C enne                                           | Analisi                               | Insieme delle funzioni continue e derivabili almeno {\displaystyle n} volte, con derivate tutte continue. L'apice {\displaystyle n} può assumere anche il valore "infinito" ({\displaystyle \infty }). Il dominio/codominio delle funzioni può essere indicato come pedice del simbolo                       | {\displaystyle C^{1}} è la classe delle funzioni con derivata prima continua. I polinomi fanno parte della classe {\displaystyle C_{\mathbb {R} ,\mathbb {R} }^{\infty }}                                                |
| {\displaystyle {\mathcal {D}}(\quad )}           | Derivato                                         | Topologia, analisi                    | Derivato, ovvero insieme dei punti di accumulazione dell'insieme specificato fra le parentesi | {\displaystyle A=(0,1)\Rightarrow {\mathcal {D}}(A)=[0,1]} |
| {\displaystyle {\frac {d}{dx}}}                  | Derivata prima                                   | Analisi                               | Derivata prima della funzione specificata. x è la variabile di derivazione. La funzione può essere scritta anche come parte del numeratore della frazione. | {\displaystyle {\frac {d}{dx}}\cos x={\frac {d\cos x}{dx}}=-\sin x} |
| {\displaystyle {\frac {d^{n}}{dx^{n}}}}          | Derivata {\displaystyle n}-esima                 | Analisi                               | Derivata n-esima della funzione specificata. x è la variabile di derivazione. La funzione può essere scritta anche come parte del numeratore della frazione | {\displaystyle {\frac {d^{n}}{dx^{n}}}f(x)={\frac {d^{(n-1)}}{dx^{n-1}}}f'(x)} |
| {\displaystyle df}                               | Differenziale di {\displaystyle f}               | Analisi                               | Differenziale totale della funzione {\displaystyle f} | {\displaystyle df(x)(h)=f'(x)h=f(x)dx(h)} |
| {\displaystyle e}                                | E                                                | Matematica                            | Numero di Eulero-Nepero | {\displaystyle e^{\pi i}+1=0} |
| {\displaystyle f'(x)}                            | Derivata; Derivata prima                         | Analisi                               | Derivata prima della funzione {\displaystyle f.} x è la variabile di derivazione. | {\displaystyle \cos '(x)=-\sin x} |
| {\displaystyle f''(x)}                           | Derivata seconda                                 | Analisi                               | Derivata seconda della funzione {\displaystyle f.} x è la variabile di derivazione. | {\displaystyle \cos ''(x)=-\cos x} |
| {\displaystyle f^{(n)}(x)}                       | Derivata {\displaystyle n}-esima                 | Analisi                               | Derivata {\displaystyle n}-esima della funzione {\displaystyle f.} x è la variabile di derivazione. | {\displaystyle f^{(n)}(x)={\frac {d^{(n-1)}}{dx^{n-1}}}f'(x)} |
| {\displaystyle i}                                | I                                                | Matematica                            | Unità immaginaria | {\displaystyle i^{2}=-1\quad (a+3i)\cdot (a-3i)=a^{2}+9} |
| {\displaystyle \Im \{\,\}}                       | Parte immaginaria                                | Matematica                            | Parte immaginaria di un numero complesso | Se {\displaystyle z\in \mathbb {C} ,z=a+ib\quad \Rightarrow \quad \Im \{z\}=b} |
| {\displaystyle H_{f}}                            | Matrice Hessiana                                 | Analisi, algebra lineare              | Matrice hessiana della funzione indicata come pedice del simbolo | {\displaystyle \left(H_{f}(\mathbf {x} )\right)_{ij}={\frac {\partial ^{2}f(\mathbf {x} )}{\partial x_{i}\,\partial x_{j}}}}.                                                                                            |
| {\displaystyle J_{F}}                            | Jacobiana                                        | Analisi, algebra lineare              | Matrice Jacobiana della funzione {\displaystyle F} indicata come pedice del simbolo | Se {\displaystyle F\colon \mathbb {R} ^{n}\to \mathbb {R} ^{m},F=(f_{1},f_{2},\cdots f_{m}),} allora {\displaystyle J_{F}(x_{1},\ldots ,x_{n})={\frac {\partial (f_{1},\ldots ,f_{m})}{\partial (x_{1},\ldots ,x_{n})}}} |
| {\displaystyle \mathbb {N} }                     | Naturali                                         | Matematica                            | Insieme dei numeri naturali | {\displaystyle 56\in \mathbb {N} ;\,-56\notin \mathbb {N} } |
| {\displaystyle {\displaystyle \mathbb {N} ^{*}}} | Naturali senza zero                              | Matematica                            | Insieme dei numeri naturali escluso il numero 0 (in alcuni casi si utilizzano le notazioni {\displaystyle {\displaystyle \mathbb {N} _{0}}}, {\displaystyle {\displaystyle \mathbb {N} _{+}}} oppure {\displaystyle {\displaystyle \mathbb {N} ^{+}}})                                                       | {\displaystyle 56\in \mathbb {N^{*}} ;\,-56\notin \mathbb {N^{*}} ;\,0\notin \mathbb {N^{*}} } |
| {\displaystyle {\mathcal {P}}(\quad )}           | Insieme delle parti                              | Teoria degli insiemi                  | Insieme delle parti di un insieme dato. Si scrive anche {\displaystyle 2^{A}} dove {\displaystyle A} è l'insieme dato | Se {\displaystyle A} è l'insieme {\displaystyle \{a,b,c\},} allora {\displaystyle {\mathcal {P}}(A)=\{\varnothing ,\{a\},\{b\},\{c\},\{a,b\},\{a,c\},\{b,c\},A\}}                                                        |
| {\displaystyle P(\quad )}                        | Probabilità                                      | Statistica, probabilità, combinatoria | Probabilità di un dato evento | {\displaystyle P(\Omega )=1} |
| {\displaystyle P(\;\|\;)}                        | Probabilità condizionata                         | Statistica, probabilità, combinatoria | Probabilità di un evento (scritto a sinistra di "\|") condizionata da un altro evento (scritto a destra di "\|" | {\displaystyle P(X\|Y)={\frac {P(X\cap T)}{P(Y)}}.} |
| {\displaystyle \mathbb {Q} }                     | Razionali                                        | Matematica                            | Insieme dei numeri razionali. Possono essere aggiunti gli apici + e – ({\displaystyle \mathbb {Q^{+}} } e {\displaystyle \mathbb {Q^{-}} } per rappresentare rispettivamente l'insieme dei razionali positivi e negativi)                                                                                    | {\displaystyle 5,6\in \mathbb {Q} ;\,-2\in \mathbb {Q} ;\,-1,{\overline {345}}\in \mathbb {Q^{-}} ;\,\,\pi \notin \mathbb {Q} }                                                                                          |
| {\displaystyle \mathbb {R} }                     | Reali                                            | Matematica                            | Insieme dei numeri reali. Possono essere aggiunti gli apici "+", "–" e "*" ({\displaystyle \mathbb {R^{+}} } e {\displaystyle \mathbb {R^{-}} } per rappresentare rispettivamente l'insieme dei reali positivi e negativi e {\displaystyle \mathbb {R} ^{*}} per rappresentare tutti i reali escluso lo "0") | {\displaystyle 3,2\in \mathbb {R} ;\,-\pi \in \mathbb {R^{-}} ;\,\,\,9+4i\notin \mathbb {R} } |
| {\displaystyle \Re \{\,\}}                       | Parte reale                                      | Matematica                            | Parte reale di un numero complesso | Se {\displaystyle z\in \mathbb {C} ,z=a+ib\quad \Rightarrow \quad \Re \{z\}=a} |
| {\displaystyle ^{T}} (come apice)                | Trasposta                                        | Algebra lineare                       | Matrice trasposta di una matrice data | {\displaystyle A={\begin{bmatrix}1&2\\3&4\end{bmatrix}}\Rightarrow } {\displaystyle A^{T}={\begin{bmatrix}1&3\\2&4\end{bmatrix}}}                                                                                        |
| {\displaystyle x^{y}}                            | {\displaystyle x} elevato alla {\displaystyle y} | Algebra, aritmetica                   | Elevamento a potenza. L'apice ({\displaystyle y}) è l'esponente | {\displaystyle 3^{4}=81;\quad x^{n+m}=x^{n}x^{m}} |
| {\displaystyle \mathbb {Z} }                     | Interi                                           | Matematica                            | Insieme dei numeri interi. Possono essere aggiunti gli apici + e – ({\displaystyle \mathbb {Z^{+}} } e {\displaystyle \mathbb {Z^{-}} } per rappresentare rispettivamente l'insieme degli interi positivi e negativi                                                                                         | {\displaystyle 56\in \mathbb {Z} ;\,-56\in \mathbb {Z} ;\,-1\in \mathbb {Z^{-}} ;\,\,1,5\notin \mathbb {Z} } |
| {\displaystyle \mathbb {Z} _{n}}                 | Interi modulo {\displaystyle n}                  | Aritmetica modulare, algebra          | Insieme dei numeri interi modulo n. | {\displaystyle \mathbb {Z} _{4}=\{0,1,2,3\}} |

## Abbreviazioni
Questa tabella contiene le abbreviazioni e gli acronimi utilizzati come simboli matematici (tipicamente nomi di funzioni). I simboli sono in ordine alfabetico,
| Simbolo                                             | Come si legge                          | Branca matematica                       | Funzionalità/Note | Esempi |
| --------------------------------------------------- | -------------------------------------- | --------------------------------------- | --- | --- |
| {\displaystyle \arccos {(\quad )}}                  | Arcocoseno                             | Trigonometria, matematica               | Funzione trigonometrica arcocoseno | {\displaystyle \arccos(x)=\cos ^{-1}(x)} |
| {\displaystyle \operatorname {arccot} {(\quad )}}   | Arcocotangente                         | Trigonometria, matematica               | Funzione trigonometrica arcocotangente | {\displaystyle \operatorname {arccot}(x)=\cot ^{-1}(x)} |
| {\displaystyle \operatorname {arccotg} (\quad )}    | Arcocotangente                         | Trigonometria, matematica               | Funzione trigonometrica arcocotangente | {\displaystyle \operatorname {arccotg} (x)=\operatorname {cotg} ^{-1}(x)} |
| {\displaystyle \operatorname {arcctg(\quad )} }     | Arcocotangente                         | Trigonometria, matematica               | Funzione trigonometrica arcocotangente | {\displaystyle \operatorname {arcctg} (x)=\operatorname {ctg} ^{-1}(x)} |
| {\displaystyle \operatorname {arcsen{(\quad )}} }   | Arcoseno                               | Trigonometria, matematica               | Funzione trigonometrica arcoseno | {\displaystyle \operatorname {arcsen} (x)=\operatorname {sen} ^{-1}(x)} |
| {\displaystyle \arcsin {(\quad )}}                  | Arcoseno                               | Trigonometria, matematica               | Funzione trigonometrica arcoseno | {\displaystyle \arcsin {(x)}=\sin ^{-1}(x)} |
| {\displaystyle \arctan {(\quad )}}                  | Arcotangente                           | Trigonometria, matematica               | Funzione trigonometrica arcotangente | {\displaystyle \arctan {(x)}=\tan ^{-1}(x)} |
| {\displaystyle \operatorname {argch} (\quad )}      | Settore coseno iperbolico              | Funzioni speciali                       | Funzione settore coseno iperbolico, ovvero funzione inversa della funzione coseno iperbolico                                                            | {\displaystyle \operatorname {argch} {(x)}=\operatorname {ch} ^{-1}{(x)}} |
| {\displaystyle \operatorname {argsh} (\quad )}      | Settore seno iperbolico                | Funzioni speciali                       | Funzione settore seno iperbolico, ovvero funzione inversa della funzione seno iperbolico                                                                | {\displaystyle \operatorname {argsh} {(x)}=\operatorname {sh} ^{-1}{(x)}} |
| {\displaystyle \operatorname {argth} (\quad )}      | Settore tangente iperbolica            | Funzioni speciali                       | Funzione settore tangente iperbolica, ovvero funzione inversa della funzione tangente iperbolica                                                        | {\displaystyle \operatorname {argth} {(x)}=\operatorname {th} ^{-1}{(x)}} |
| {\displaystyle \operatorname {card(\quad )} }       | Cardinalità dell'insieme               | Teoria degli insiemi                    | Cardinalità di un insieme | {\displaystyle \operatorname {card(\{1,3,5,7,9\})} =5} |
| {\displaystyle \operatorname {ch} (\quad )}         | Coseno iperbolico                      | Funzioni speciali                       | Funzione coseno iperbolico | {\displaystyle \operatorname {ch} (x)={\frac {e^{x}+e^{-x}}{2}}} |
| {\displaystyle \operatorname {codom} (\quad )}      | Codominio                              | Analisi, teoria delle funzioni, algebra | Codominio della funzione a destra del simbolo | {\displaystyle \operatorname {codom} \,(\sin x)=[-1,+1]} {\displaystyle \operatorname {codom} \,(\log x)=\mathbb {R} }                                                           |
| {\displaystyle \operatorname {cof} {(\quad )}}      | Cofattore                              | Algebra lineare                         | Cofattore di una matrice | {\displaystyle \mathrm {cof} (A,i,j):=(-1)^{i+j}\cdot \mathrm {det} (\mathrm {minore} (A,i,j))};                                                                                 |
| {\displaystyle \cos {(\quad )}}                     | Coseno                                 | Trigonometria, matematica               | Funzione trigonometrica coseno | {\displaystyle \cos {\,\pi }=-1} |
| {\displaystyle \cosh {(\quad )}}                    | Coseno iperbolico                      | Funzioni speciali                       | Funzione coseno iperbolico | {\displaystyle \cosh(x)={\frac {e^{x}+e^{-x}}{2}}} |
| {\displaystyle \operatorname {cosec{(\quad )}} }    | Cosecante                              | Trigonometria, matematica               | Funzione trigonometrica cosecante | {\displaystyle \operatorname {cosec} (x)={\frac {1}{\sin x}}} |
| {\displaystyle \operatorname {cosech} {(\quad )}}   | Cosecante iperbolica                   | Funzioni speciali                       | Funzione cosecante iperbolica | {\displaystyle \operatorname {cosech} (x)={\frac {1}{\sinh(x)}}={\frac {2}{e^{x}-e^{-x}}}}                                                                                       |
| {\displaystyle \operatorname {cosver{(\quad )}} }   | Cosenoverso                            | Trigonometria, matematica               | Funzione trigonometrica cosenoverso | {\displaystyle \operatorname {cosver} (x)=1-\sin(x)} |
| {\displaystyle \csc(\quad )}                        | Cosecante                              | Trigonometria, matematica               | Funzione trigonometrica cosecante | {\displaystyle \csc x={\frac {1}{\sin x}}} |
| {\displaystyle \cot(\quad )}                        | Cotangente                             | Trigonometria, matematica               | Funzione trigonometrica cotangente | {\displaystyle \cot {({\frac {\pi }{4}})}=1} |
| {\displaystyle \operatorname {cotg} {(\quad )}}     | Cotangente                             | Trigonometria, matematica               | Funzione trigonometrica cotangente | {\displaystyle \operatorname {cotg} {({\frac {\pi }{4}})}=1} |
| {\displaystyle \operatorname {cotgh} {(\quad )}}    | Cotangente iperbolica                  | Funzioni speciali                       | Funzione cotangente iperbolica | {\displaystyle \operatorname {cotgh} (x)={\frac {\cosh(x)}{\operatorname {senh} (x)}}={\frac {e^{x}+e^{-x}}{e^{x}-e^{-x}}}}                                                      |
| {\displaystyle \operatorname {ctg(\quad )} }        | Cotangente                             | Trigonometria, matematica               | Funzione trigonometrica cotangente | {\displaystyle \operatorname {ctg} ({\frac {\pi }{4}})=1} |
| {\displaystyle \operatorname {ctgh(\quad )} }       | Cotangente iperbolica                  | Funzioni speciali                       | Funzione cotangente iperbolica | {\displaystyle \operatorname {ctgh} (x)={\frac {\operatorname {ch} (x)}{\operatorname {sh} (x)}}={\frac {e^{x}+e^{-x}}{e^{x}-e^{-x}}}}                                           |
| {\displaystyle \coth {(\quad )}}                    | Cotangente iperbolica                  | Funzioni speciali                       | Funzione cotangente iperbolica | {\displaystyle \coth(x)={\frac {\cosh(x)}{\sinh(x)}}={\frac {e^{x}+e^{-x}}{e^{x}-e^{-x}}}}                                                                                       |
| {\displaystyle \operatorname {cvs{(\quad )}} }      | Cosenoverso                            | Trigonometria, matematica               | Funzione trigonometrica cosenoverso | {\displaystyle \operatorname {cosver} (x)=1-\sin(x)} |
| {\displaystyle \det(\quad )}                        | Determinante                           | Algebra lineare                         | Determinante di una matrice quadrata | Se {\displaystyle A={\begin{bmatrix}3&2\\5&4\end{bmatrix}},} allora {\displaystyle \det(A)=2}                                                                                    |
| {\displaystyle \operatorname {dom} (\quad )}        | Dominio                                | Analisi, teoria delle funzioni, algebra | Dominio della funzione a destra del simbolo | {\displaystyle \operatorname {dom} \,(\sin x)=\mathbb {R} } {\displaystyle \operatorname {dom} \,(\log x)=\mathbb {R^{+}} }                                                      |
| {\displaystyle \operatorname {excosec{(\quad )}} }  | Cosecante esterna                      | Trigonometria, matematica               | Funzione trigonometrica cosecante esterna | {\displaystyle \operatorname {excosec} (x)=\operatorname {cosec} (x)-1} |
| {\displaystyle \operatorname {excsc{(\quad )}} }    | Cosecante esterna                      | Trigonometria, matematica               | Funzione trigonometrica cosecante esterna | {\displaystyle \operatorname {excsc} (x)=\csc(x)-1} |
| {\displaystyle \exp {(\quad )}}                     | Esponenziale                           | Matematica                              | Funzione esponenziale. Scritta anche come {\displaystyle e^{x}} ovvero elevamento del numero di Nepero {\displaystyle e} alla potenza {\displaystyle x} | {\displaystyle f(x)=\exp {(x)}=e^{x}} |
| {\displaystyle \exp _{a}(\quad )}                   | Esponenziale di base {\displaystyle a} | Matematica                              | Funzione esponenziale di base {\displaystyle a}, ossia {\displaystyle a} elevato alla potenza {\displaystyle x}                                         | {\displaystyle f(x)=\exp _{2}{(x)}=2^{x}} |
| {\displaystyle \operatorname {exsec{(\quad )}} }    | Secante esterna                        | Trigonometria, matematica               | Funzione trigonometrica secante esterna | {\displaystyle \operatorname {exsec} (x)=\sec(x)-1} |
| {\displaystyle \inf {(\quad )}}                     | Estremo inferiore                      | Analisi, topologia                      | Estremo inferiore di un insieme, o, preceduto da "lim", limite inferiore di una funzione                                                                | {\displaystyle \inf {]0,1[}=0} |
| {\displaystyle \operatorname {int} {(\quad )}}      | Interno                                | Topologia, analisi                      | Interno di un insieme | {\displaystyle A=[0,1]\Rightarrow \operatorname {int} {(A)}=]0,1[} |
| {\displaystyle \operatorname {ker} {(\quad )}}      | Nucleo                                 | Algebra lineare                         | Nucleo di una funzione fra gruppi o spazi vettoriali | {\displaystyle \operatorname {ker} (f)=\{x\in \operatorname {dom} (f):f(x)=0\}}                                                                                                  |
| {\displaystyle \lim }                               | Limite                                 | Analisi                                 | Limite di una funzione | {\displaystyle \lim _{x\to 0}{\frac {1}{x}}=\infty } |
| {\displaystyle \lg(\quad )}                         | Logaritmo naturale                     | Matematica                              | Funzione logaritmo naturale, ovvero logaritmo avente come base il numero di Nepero {\displaystyle e}                                                    | {\displaystyle {\frac {\lg x}{\ln a}}=\log _{a}x} |
| {\displaystyle \lg _{b}{(\quad )}}                  | Logaritmo in base {\displaystyle b}    | Matematica                              | Funzione logaritmo in base {\displaystyle b} | {\displaystyle \lg _{b}(x\cdot y)=\lg _{b}(x)+\lg _{b}(y)} |
| {\displaystyle \ln {(\quad )}}                      | Logaritmo naturale                     | Matematica                              | Funzione logaritmo naturale, ossia logaritmo avente come base il numero di Nepero {\displaystyle e}                                                     | {\displaystyle {\frac {\ln x}{\ln a}}=\log _{a}x} |
| {\displaystyle \operatorname {Log} {(\quad )}}      | Logaritmo decimale                     | Matematica                              | Funzione logaritmo decimale (in base 10) | {\displaystyle \operatorname {Log} {1000}=3} |
| {\displaystyle \log {(\quad )}}                     | Logaritmo naturale                     | Matematica                              | Funzione logaritmo naturale, ossia logaritmo avente come base il numero di Nepero {\displaystyle e}                                                     | {\displaystyle {\frac {\log x}{\ln a}}=\log _{a}x} |
| {\displaystyle \log _{b}{(\quad )}}                 | Logaritmo in base {\displaystyle b}    | Matematica                              | Funzione logaritmo in base {\displaystyle b} | {\displaystyle \log _{b}(x\cdot y)=\log _{b}(x)+\log _{b}(y)} |
| {\displaystyle \log _{10}(\quad )}                  | Logaritmo decimale                     | Matematica                              | Funzione logaritmo decimale (in base 10) | {\displaystyle \log _{10}{(10000)}=4} |
| {\displaystyle \operatorname {Max} {(\quad )}}      | Massimo                                | Matematica, teoria degli insiemi        | Elemento massimo fra elementi di un insieme ordinato | {\displaystyle \operatorname {Max} {(\{3\},\{5\},\{7\})=7}} |
| {\displaystyle \max(\quad )}                        | Massimo                                | Matematica, teoria degli insiemi        | Elemento massimo fra elementi di un insieme ordinato | {\displaystyle \max(\{3\},\{5\},\{7\})=7} |
| {\displaystyle \operatorname {MCD} {(\quad )}}      | Massimo comune divisore                | Aritmetica, algebra                     | Massimo comune divisore di due o più numeri interi | {\displaystyle \operatorname {MCD} {(6,15)=3}} |
| {\displaystyle \operatorname {mcm} {(\quad )}}      | Minimo comune multiplo                 | Aritmetica, algebra                     | Minimo comune multiplo di due o più numeri interi | {\displaystyle \operatorname {mcm} {(6,15)=30}} |
| {\displaystyle \operatorname {min} (\quad )}        | Minimo                                 | Matematica, teoria degli insiemi        | Elemento minimo fra elementi di un insieme ordinato | {\displaystyle \operatorname {min} (\{3\},\{5\},\{7\})=3} |
| {\displaystyle \operatorname {rank} (\quad )}       | Rango, caratteristica                  | Algebra lineare                         | Rango o caratteristica di una matrice | {\displaystyle \operatorname {rank} (A)=\rho (A)} |
| {\displaystyle \operatorname {rg} (\quad )}         | Rango, caratteristica                  | Algebra lineare                         | Rango o caratteristica di una matrice | {\displaystyle \operatorname {rg} (A)=\operatorname {rank} (A)} |
| {\displaystyle \operatorname {rk} (\quad )}         | Rango, caratteristica                  | Algebra lineare                         | Rango o caratteristica di una matrice | {\displaystyle \operatorname {rk} (A)=\operatorname {rg} (A)} |
| {\displaystyle \sec {(\quad )}}                     | Secante                                | Trigonometria, matematica               | Funzione trigonometrica secante | {\displaystyle \sec x={\frac {1}{\cos x}}} |
| {\displaystyle \operatorname {sech} {(\quad )}}     | Secante iperbolica                     | Funzioni speciali                       | Funzione secante iperbolica | {\displaystyle \operatorname {sech} (x)={\frac {1}{\cosh(x)}}={\frac {2}{e^{x}+e^{-x}}}}                                                                                         |
| {\displaystyle \operatorname {sen} {(\quad )}}      | Seno                                   | Trigonometria, matematica               | Funzione trigonometrica seno | {\displaystyle \operatorname {sen{(\pi )}} =0} |
| {\displaystyle \operatorname {senh} (\quad )}       | Seno iperbolico                        | Funzioni speciali                       | Funzione seno iperbolico | {\displaystyle \operatorname {senh} (x)={\frac {e^{x}-e^{-x}}{2}}} |
| {\displaystyle \operatorname {senver{(\quad )}} }   | Senoverso                              | Trigonometria, matematica               | Funzione trigonometrica senoverso | {\displaystyle \operatorname {senver} (x)=1-\cos(x)} |
| {\displaystyle \operatorname {settcosh} (\quad )}   | Settore coseno iperbolico              | Funzioni speciali                       | Funzione settore coseno iperbolico, ovvero funzione inversa della funzione coseno iperbolico                                                            | {\displaystyle \operatorname {settcosh} (x)=\operatorname {cosh} ^{-1}(x)} |
| {\displaystyle \operatorname {settcosech} (\quad )} | Settore cosecante iperbolica           | Funzioni speciali                       | Funzione settore cosecante iperbolica, ovvero funzione inversa della funzione cosecante iperbolica                                                      | {\displaystyle \operatorname {settcosecch} (x)=\operatorname {cosech} ^{-1}(x)}                                                                                                  |
| {\displaystyle \operatorname {settcoth} (\quad )}   | Settore cotangente iperbolica          | Funzioni speciali                       | Funzione settore cotangente iperbolica, ovvero funzione inversa della funzione cotangente iperbolica                                                    | {\displaystyle \operatorname {settcoth} (x)=\operatorname {coth} ^{-1}(x)} |
| {\displaystyle \operatorname {settsech} (\quad )}   | Settore secante iperbolica             | Funzioni speciali                       | Funzione settore secante iperbolica, ovvero funzione inversa della funzione secante iperbolica                                                          | {\displaystyle \operatorname {settsech} (x)=\operatorname {sech} ^{-1}(x)} |
| {\displaystyle \operatorname {settsinh} (\quad )}   | Settore seno iperbolico                | Funzioni speciali                       | Funzione settore seno iperbolico, ovvero funzione inversa della funzione seno iperbolico                                                                | {\displaystyle \operatorname {settsinh} (x)=\operatorname {sinh} ^{-1}(x)} |
| {\displaystyle \operatorname {setttanh} (\quad )}   | Settore tangente iperbolica            | Funzioni speciali                       | Funzione settore tangente iperbolica, ovvero funzione inversa della funzione tangente iperbolica                                                        | {\displaystyle \operatorname {setttanh} (x)=\operatorname {tanh} ^{-1}(x)} |
| {\displaystyle \operatorname {sgn} (\quad )}        | Segno                                  | Algebra                                 | Segno di un numero o di una funzione | {\displaystyle f(x)=\operatorname {sgn} (x),} allora {\displaystyle f(x)=\left\{{\begin{matrix}+1&{\mbox{se}}\ x>0\\0&{\mbox{se}}\ x=0\\-1&{\mbox{se}}\ x<0\end{matrix}}\right.} |
| {\displaystyle \operatorname {sh} (\quad )}         | Seno iperbolico                        | Funzioni speciali                       | Funzione seno iperbolico | {\displaystyle \operatorname {sh} (x)={\frac {e^{x}-e^{-x}}{2}}} |
| {\displaystyle \sin(\quad )}                        | Seno                                   | Trigonometria, matematica               | Funzione trigonometrica seno | {\displaystyle \sin {\pi }=\operatorname {sen(\pi )} =0} |
| {\displaystyle \sinh {(\quad )}}                    | Seno iperbolico                        | Funzioni speciali                       | Funzione seno iperbolico | {\displaystyle \sinh(x)={\frac {e^{x}-e^{-x}}{2}}} |
| {\displaystyle \operatorname {sinver{(\quad )}} }   | Senoverso                              | Trigonometria, matematica               | Funzione trigonometrica senoverso | {\displaystyle \operatorname {sinver} (x)=1-\cos(x)} |
| {\displaystyle \operatorname {span} {(\quad )}}     | Span lineare, sottospazio generato     | Algebra lineare                         | Sottospazio vettoriale generato da alcuni vettori di una matrice                                                                                        | {\displaystyle \mathrm {span} (x_{1},\ldots ,x_{n}):=\{a_{1}x_{1}+\cdots +a_{n}x_{n}\}} {\displaystyle a_{i}\in K,K} campo                                                       |
| {\displaystyle \sup {(\quad )}}                     | Estremo superiore                      | Analisi, topologia                      | Estremo superiore di un insieme, o, preceduto da "lim", limite superiore di una funzione                                                                | {\displaystyle \sup {]0,1[}=1} |
| {\displaystyle t.c.}                                | Tale che                               | Logica, matematica                      | Operatore logico "tale che" | {\displaystyle \exists x\in \mathbb {R} \,\,t.c.\,\,x^{2}=2} |
| {\displaystyle \operatorname {s.t.} }               | Tale che                               | Logica, matematica                      | Operatore logico "tale che" (l'abbreviazione viene dall'inglese "such that")                                                                            | {\displaystyle \exists x\in \mathbb {R} \,\,s.t.\,\,x^{2}=2} |
| {\displaystyle \operatorname {s.t.} }               | Sotto il vincolo                       | Analisi                                 | In un problema di ottimizzazione vincolata, introduce i vincoli; in questo caso segue la funzione da ottimizzare.                                       | {\displaystyle \max {x^{2}y^{2}}} {\displaystyle \operatorname {s.t.} \,x+y\leq 1}                                                                                               |
| {\displaystyle \operatorname {s.v.} }               | Sotto il vincolo                       | Analisi                                 | In un problema di ottimizzazione vincolata, introduce i vincoli; in questo caso segue la funzione da ottimizzare.                                       | {\displaystyle \max {x^{2}y^{2}}} {\displaystyle \operatorname {s.v.} \,x+y\leq 1}                                                                                               |
| {\displaystyle \operatorname {sub} }                | Sotto il vincolo                       | Analisi                                 | In un problema di ottimizzazione vincolata, introduce i vincoli; in questo caso segue la funzione da ottimizzare.                                       | {\displaystyle \max {x^{2}y^{2}}} {\displaystyle \operatorname {sub} \,x+y\leq 1}                                                                                                |
| {\displaystyle \tan(\quad )}                        | Tangente                               | Trigonometria, matematica               | Funzione trigonometrica tangente | {\displaystyle \tan({\frac {\pi }{4}})=1} |
| {\displaystyle \tanh(\quad )}                       | Tangente iperbolica                    | Funzioni speciali                       | Funzione tangente iperbolica | {\displaystyle \tanh(x)={\frac {\sinh(x)}{\cosh(x)}}={\frac {e^{x}-e^{-x}}{e^{x}+e^{-x}}}}                                                                                       |
| {\displaystyle \operatorname {tg} (\quad )}         | Tangente                               | Trigonometria, matematica               | Funzione trigonometrica tangente | {\displaystyle \operatorname {tg} ({\frac {\pi }{4}})=1} |
| {\displaystyle \operatorname {tgh} }                | Tangente iperbolica                    | Funzioni speciali                       | Funzione tangente iperbolica | {\displaystyle \operatorname {tgh} (x)={\frac {\operatorname {senh} (x)}{\cosh(x)}}={\frac {e^{x}-e^{-x}}{e^{x}+e^{-x}}}}                                                        |
| {\displaystyle \operatorname {th} (\quad )}         | Tangente iperbolica                    | Funzioni speciali                       | Funzione tangente iperbolica | {\displaystyle \operatorname {th} (x)={\frac {\operatorname {sh} (x)}{\operatorname {ch} (x)}}={\frac {e^{x}-e^{-x}}{e^{x}+e^{-x}}}}                                             |
| {\displaystyle \operatorname {tr} {(\quad )}}       | Traccia                                | Algebra lineare                         | Traccia di una matrice | {\displaystyle \operatorname {tr} (A)=\sum _{i=j=1}^{n}a_{i,j}} |
| {\displaystyle \operatorname {trace} (\quad )}      | Traccia                                | Algebra lineare                         | Traccia di una matrice | {\displaystyle \operatorname {trace} (A)=\sum _{i=j=1}^{n}a_{i,j}} |
| {\displaystyle \operatorname {versin(\quad )} }     | Senoverso                              | Trigonometria, matematica               | Funzione trigonometrica senoverso | {\displaystyle \operatorname {versin} (x)=1-\cos(x)} |